# Patryk Dobek
Patryk Dobek (Kościerzyna, 13 de febrero de 1994) es un deportista polaco que compite en atletismo, especialista en las carreras de mediofondo.
Participó en dos Juegos Olímpicos de Verano, en los años 2016 y 2020, obteniendo una medalla de bronce en Tokio 2020, en la prueba de 800 m. Ganó una medalla de oro en el Campeonato Europeo de Atletismo en Pista Cubierta de 2021, en la misma prueba.

## Palmarés internacional
| Juegos Olímpicos                     | Juegos Olímpicos | Juegos Olímpicos  | Juegos Olímpicos |
| Año                                  | Lugar            | Medalla           | Prueba           |
| ------------------------------------ | ---------------- | ----------------- | ---------------- |
| 2020                                 | Tokio (Japón)    | Medalla de bronce | 800 m            |
| Campeonato Europeo en Pista Cubierta |                  |                   |                  |
| Año                                  | Lugar            | Medalla           | Prueba           |
| 2021                                 | Toruń (Polonia)  | Medalla de oro    | 800 m            |